# Łuskodżunglak
Łuskodżunglak (Napothera epilepidota) – gatunek ptaka z rodziny dżunglaków (Pellorneidae), zamieszkujący orientalną Azję.

## Zasięg występowania
Łuskodżunglak występuje w zależności od podgatunku:
- N. epilepidota delacouri – wschodnio-środkowe Kuangsi (południowe Chiny)
- N. epilepidota amyae – południowo-wschodni Junnan (południowe Chiny) i północny Wietnam
- N. epilepidota lucilleae – niższe partie górskie Sumatry (900–1100 m n.p.m.)
- łuskodżunglak indochiński (N. epilepidota roberti) – południowy Asam (północno-wschodnie Indie) i północno-zachodnia Mjanma
- N. epilepidota guttaticollis – wschodni Bhutan i północny Asam (północno-wschodnie Indie)
- N. epilepidota bakeri – wschodnia Mjanma
- N. epilepidota davisoni – południowa Mjanma, północna i zachodnia Tajlandia
- N. epilepidota laotiana – wschodni Junnan (południowe Chiny) oraz północny, środkowy i południowo-wschodni Laos
- N. epilepidota hainana – wyspa Hajnan (na południowy wschód od Chin)
- N. epilepidota clara – środkowy i południowo-środkowy Wietnam
- łuskodżunglak malajski (N. epilepidota granti) – Półwysep Malajski
- łuskodżunglak sundajski (N. epilepidota epilepidota) – Jawa
- N. epilepidota diluta – wyższe partie górskie Sumatry (1300–1600 m n.p.m.)
- łuskodżunglak borneański (N. epilepidota exsul) – Borneo

Proponowany podgatunek N. epilepidota mendeni (południowa Sumatra) uznano za synonim N. epilepidota diluta.

## Status
Międzynarodowa Unia Ochrony Przyrody (IUCN) uznaje łuskodżunglaka za gatunek najmniejszej troski (LC, Least Concern) nieprzerwanie od 1988 roku. Liczebność populacji nie została oszacowana, ale ptak ten jest opisywany jako zazwyczaj dość pospolity, aczkolwiek rzadki w Indiach i Bhutanie. Trend liczebności populacji jest spadkowy.